# Pamela Young

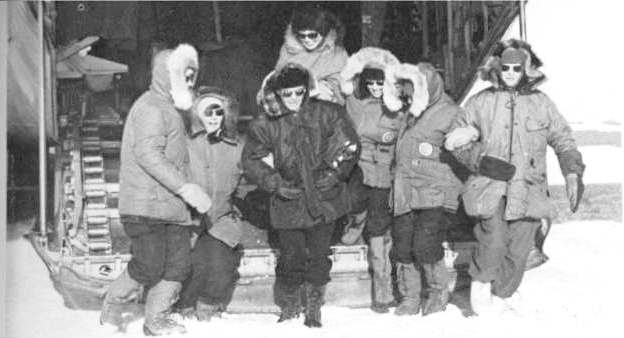
Die ersten Frauen am Südpol: Pam Young, Jean Pearson, Lois Jones, Eileen McSaveney, Kay Lindsay und Terry Tickhill. Konteradmiral David F. Welch steht in der Mitte

Pamela Margaret Young (* 20. Jahrhundert) ist eine neuseeländische Biologin. Sie war die erste Neuseeländerin, die in der Antarktis lebte und arbeitete, und gehörte zu den ersten sechs Frauen, die zum Südpol flogen.

## Leben und Werk

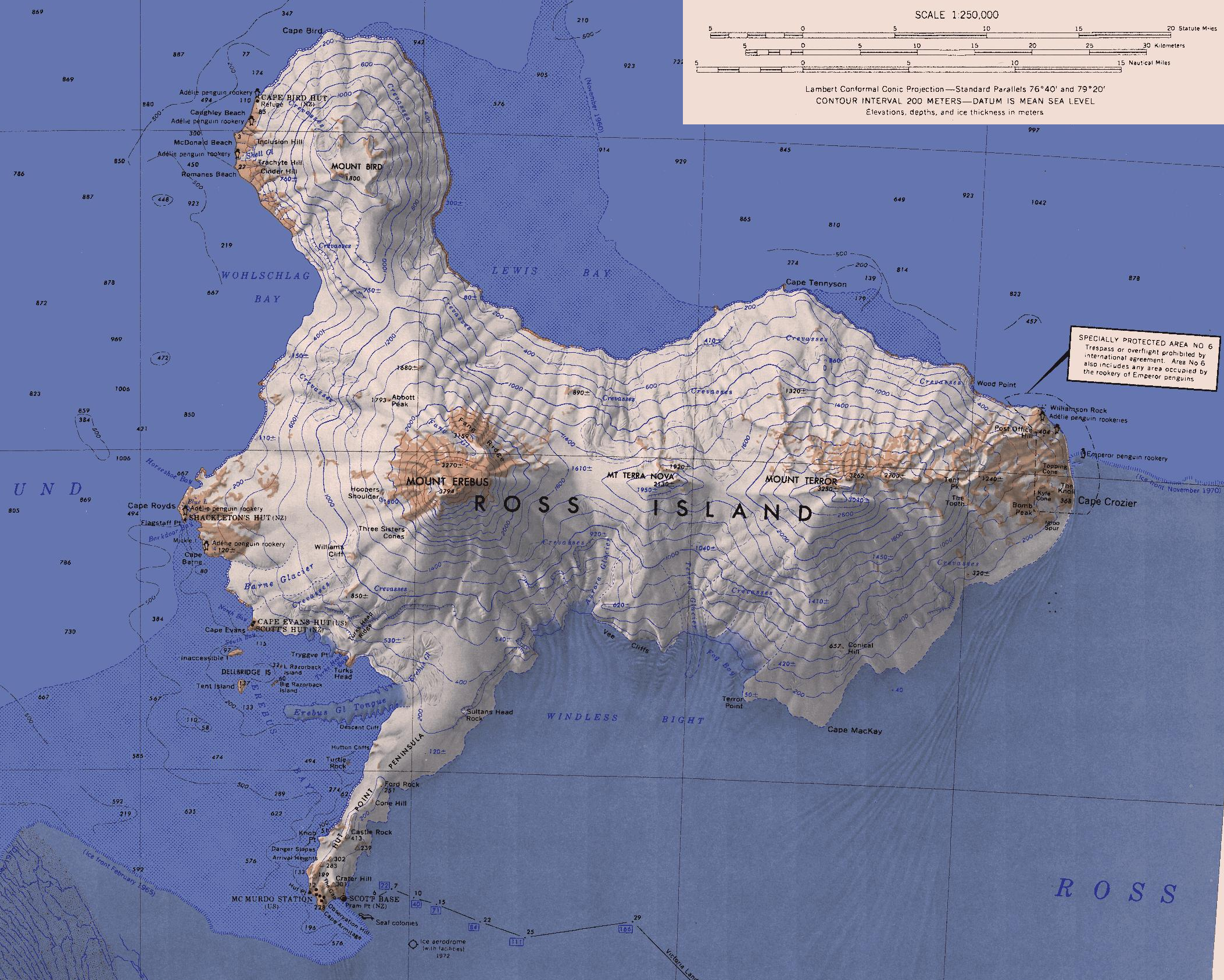
Topografische Karte der Ross-Insel, Antarktis

Young erwarb 1958 ihren Bachelor of Arts-Abschluss an der University of Otago. Sie begleitete 1969 im Rahmen des neuseeländischen Antarktisprogramms ihren Ehemann, den Zoologiedozenten Euan Cameron Young, auf seiner sechsten Reise als seine Feldassistentin während einer Expedition nach Kap Bird am nördlichen Ende der Ross-Insel. Das Paar lebte und arbeitete zehn Wochen lang mit einem kleinen Team am Kap, bevor es im Januar 1970 eine letzte Pinguinzählung durchführte und zur Scott Base zurückkehrte.
1968 gelang es der Meereszoologin Marie Darby vom Canterbury Museum, als Mitarbeiterin auf einem Touristenschiff in die Antarktis zu gelangen. Die US-Marine weigerte sich bis 1969, Frauen auf den Kontinent zu transportieren, und die National Science Foundation (NSF), die den Großteil der wissenschaftlichen Forschung der USA in der Antarktis koordinierte, erlaubte Frauen nicht, dort zu arbeiten. Die Marine hob ihr Verbot 1969 auf und die NSF begann, Frauen zur Einreichung von Forschungsprojekten einzuladen. 1969 war Pamela Young die erste Neuseeländerin, die in der Antarktis arbeitete.
Young gehörte auch zu einer sechsköpfigen Gruppe, die im November 1969 als erste Frauen den Südpol betrat. Lois Jones war Geologin an der Ohio State University und erwarb ihre Promotion durch die Untersuchung von Proben, die andere Wissenschaftler in der Antarktis gewonnen hatten. Jones hatte erfolgreich einen Forschungsvorschlag eingereicht, der Feldarbeit im Wright Valley mit einem rein weiblichen Forschungsteam vorsah, um den Widerstand der Marine gegen Frauen in Feldgruppen zu zerstreuen. Somit forschte das erste weibliche Forschungsteam, zu dem Young und Christine Müller-Schwarze gehörten, in der Saison 1969/70 an der McMurdo-Station und am Ufer des Vandasees.
Doch bevor die Gruppe ihren Forschungsstandort erreichte, wurden sie unter großer Medienbegleitung am 12. November 1969 mit einer Lockheed C-130 zum Südpol geflogen. Dazu gehörten die vier Mitglieder von Jones Team, Young und die Reporterin Jean Pearson. Mit dem Flugzeug zum Pol gebracht, marschierten die sechs Frauen die Rampe hinunter und betraten gleichzeitig den Boden. Nach einem Gespräch mit den am Pol stationierten Männern bestiegen sie erneut das Versorgungsflugzeug und kehrten nach McMurdo zurück. So wie Young die erste Frau war, die in das neuseeländische Antarktisprogramm aufgenommen wurde, waren vier der fünf Frauen, die sie zum Südpol begleiteten, die ersten Frauen, die in das US-Antarktisprogramm aufgenommen wurden.
Als Young mit ihrem Ehemann und ihren beiden Kindern in West-Samoa lebte, veröffentlichte sie 1971 ihre Erlebnisse in der Antarktis in dem Buch Penguin Summer.

## Ehrungen
- seit 2003: Namensgeberin für die Young Peaks in der Antarktis
- 2017: 150 Women in 150 Words der Royal Society Te Apārangi